# Kalitan
Kalitan, född 1914 i Kentucky, död 1935, var ett engelskt fullblod, mest känd för att ha segrat i 1917 års upplaga av Preakness Stakes.

## Bakgrund
Kalitan var en brun hingst efter Rey Hindoo och under Dally (efter Giganteum). Han föddes upp av Lawrence & Comstock och ägdes av Edward R. Bradley. Han tränades under tävlingskarriären av William A. Hurley.

## Karriär
Kalitan är förmodligen bäst ihågkommen för sin seger i 1917 års upplaga av Preakness Stakes på Pimlico Race Course i Baltimore, Maryland där han segrade på tiden 1:54,40 över 1 1/8 mile.
Den 12 maj 1917 anmälde Kalitans ägare, Edward R. Bradley, hästen till den 42:a upplagan av Preakness Stakes, där han skulle tävla mot 14 andra hästar. Detta var en av två gånger som löpet ridits samma dag som Kentucky Derby (löpen reds samma dag igen den 13 maj 1922).
Kalitan startade till oddset 10-1 från post 5, tillsammans med jockeyn Everett Haynes. Han hamnade tidigt på tredje plats bakom ledanade Fruit Cake och Jock Scot. Kalitan avancerade sedan till ledningen på bortre långsidan, och i sista sväng drog han ifrån och segrade med två längder.
Efter löpet blev Kalitan den första Preakness Stakes-vinnaren som tilldelades Woodlawn Vase, framför det gamla klubbhuset på Pimlico Race Course. Trofén är den mest värdefulla trofén i sportvärlden.

### Som avelshingst
Kalitan stod under större delen av sin avelkarriär uppstallad på Lookover Stallion Station i Avon, New York. Han avlivades 1935.

## Stamtavla
| Efter Rey Hindoo (USA) 1905 | Rey El Santa Anita (USA) 1891 | Cheviot (NZ)  | Traducer (GB)        |
| Efter Rey Hindoo (USA) 1905 | Rey El Santa Anita (USA) 1891 | Cheviot (NZ)  | Idalia (GB)          |
| Efter Rey Hindoo (USA) 1905 | Rey El Santa Anita (USA) 1891 | Alaho         | Grinstead            |
| Efter Rey Hindoo (USA) 1905 | Rey El Santa Anita (USA) 1891 | Alaho         | Experiment           |
| Efter Rey Hindoo (USA) 1905 | La Hindos (USA) 1898          | Amigo         | Prince Charlie (GB)  |
| Efter Rey Hindoo (USA) 1905 | La Hindos (USA) 1898          | Amigo         | Mission Belle        |
| Efter Rey Hindoo (USA) 1905 | La Hindos (USA) 1898          | Lizzie B      | Hindoo               |
| Efter Rey Hindoo (USA) 1905 | La Hindos (USA) 1898          | Lizzie B      | Eppie L              |
| Undan Dally (USA) 1905      | Giganteum (GB) 1891           | Bend Or       | Doncaster            |
| Undan Dally (USA) 1905      | Giganteum (GB) 1891           | Bend Or       | Rouge Rose           |
| Undan Dally (USA) 1905      | Giganteum (GB) 1891           | Tiger Lily    | Macaroni             |
| Undan Dally (USA) 1905      | Giganteum (GB) 1891           | Tiger Lily    | Polly Agnes          |
| Undan Dally (USA) 1905      | Dal (USA) 1886                | Mortemer (FR) | Compiegne            |
| Undan Dally (USA) 1905      | Dal (USA) 1886                | Mortemer (FR) | Comtesse             |
| Undan Dally (USA) 1905      | Dal (USA) 1886                | Katie Pearce  | Leamington (GB)      |
| Undan Dally (USA) 1905      | Dal (USA) 1886                | Katie Pearce  | Stamps (Family 12-b) |